# Jacopo Battaglia
Jacopo Battaglia (Roma, 27 gennaio 1976) è un batterista, polistrumentista e compositore italiano.
È conosciuto soprattutto per essere stato il batterista fondatore degli Zu, con cui ha pubblicato 15 album con etichette come Atavistic/Touch and Go (USA), Southern (EU), Heads (Giappone), Ipecac Recordings (USA).

## Biografia
Cresciuto nella periferia romana di Ostia, comincia lo studio del pianoforte all'età di 6 anni che abbandonerà presto.
Nel 1990 approccia la batteria per la prima volta. Negli anni a seguire fonda le sue prime band ed inizia la sua attività negli spazi occupati romani dove incontra Massimo Pupillo.
Dal 1994 al 1997 suona la batteria per la storica band romana dei Gronge.
Nel 1997 con Massimo Pupillo e Luca T. Mai fonderà gli Zu. 
Negli anni a seguire collabora in studio e/o dal vivo con musicisti di varie estrazioni: dal free jazz (Peter Brötzmann, Han Bennink, Mats Gustafsson, Paal Nilsen Love, Ken Vendermark, Hamid Drake) al rock alternativo (No Means No, The Ex, Fugazi, Karate, Dalek, Lightning Bolt, Mike Patton, Melvins).
Nel 2005 fonda gli Ardecore (band formata dai tre Zu più altri musicisti italiani e americani) con cui vince la Targa Tenco nel 2007 con l'album Chimera e Black Engine, band formata dai tre Zu con Eraldo Bernocchi e con ospiti occasionali come Mick Harris (Napalm Death, Scorn), F.M. Einheit (Einstürzende Neubauten), collabora anche con i Gronge.
Nel 2008 collabora con Romeo Castellucci della compagnia teatrale Societas Raffaello Sanzio per "Vexilla Regis Prodeunt Inferni"
L'11 febbraio 2011, con un comunicato ufficiale sul sito della band, annuncia di lasciare gli Zu per dedicarsi ad altri progetti. Saluta la band con un mini tour a marzo 2011.
Il 2 marzo 2011 con un comunicato ufficiale, i The Bloody Beetroots annunciano che Jacopo Battaglia entra nella band, come batterista nei live, con lo pseudonimo di Battle.
Dal gennaio del 2013 passa a suonare synth e basso abbandonando del tutto la batteria.
Negli anni a seguire suonerà nei maggiori festival mondiali come Coachella Festival
, Lollapalooza, Big Day Out, Rock Am Ring, Ultra Festival, Fuji Rock, Rock Werchter
Pukkelpop, Sziget etc.
Ad aprile 2013 esce per l'etichetta belga Lektroluv Records il suo primo EP a nome Mooro
A giugno 2018 torna in tour con gli Zu e Mats Gustafsson in occasione della ristampa di "How To Raise An Ox"
Ad Ottobre 2019 esce Terminalia Amazonia per House of Mithology, ed è il primo disco che Battaglia pubblica con gli Zu a distanza di 10 anni da Carboniferous 
Dal 2020 inizia la sua collaborazione con l'artista Daniele Guerrini aka Heith, con cui pubblica l'album X, Wheel sulla etichetta Berlinese Pan Records nell'autunno del 2022.
Nel 2023 e nel 2025 è impegnato alla batteria nella versione italiana del musical "Lazarus" scritto da David Bowie, insieme al drammaturgo irlandese Enda Walsh, poco prima della sua morte.Con la regia di Walter Malosti e con protagonista Manuel Agnelli.
Nel Febbraio del 2025 esce sull'etichetta Hyperjazz, il singolo "Your New Babe" che fa parte di un nuovo progetto chiamato Tera Tera in duo con il chitarrista Adriano Viterbini.
Il 20 Giugno esce il debutto discografico di Tera Tera per Hyperjazzrecords

## Discografia

### Con gli Zu
- 1999 Bromio
- 2000 The Zu Side of the Chadbourne
- 2001 Motorhellington
- 2002 Igneo (CD, Wide Records/ LP, Wallace Records)
- 2003 Live in Helsinki
- 2004 Radiale

- 2005
  - The Way of the Animal Powers
  - How to Raise an Ox

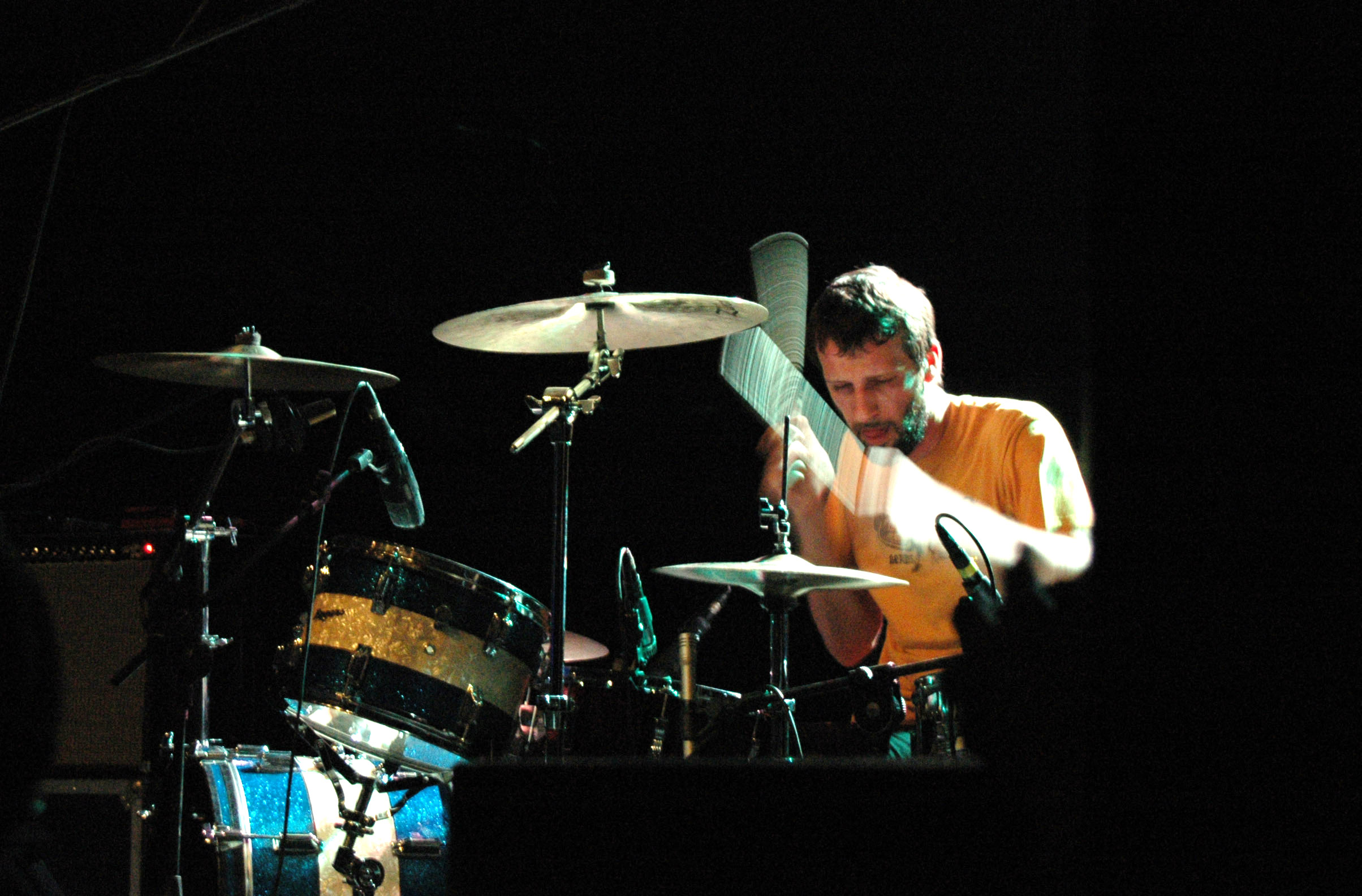
Battaglia a Torino nel 2008 con gli Zu e Mike Patton.

  - Zu v/s Dälek (split) (7" con fumetto di Miguel Ángel Martín, Wallace Records) (feat Økapi)
- 2006
  - Rai Sanawachi Koe Wo Hassu
  - Zu/Iceburn (split) (10" LP, Wallace Records)
- 2007
  - Identification with the Enemy - A Key to the Underworld
  - 7" Picture Disk (feat Økapi)
- 2008 Il Teatro degli Orrori + Zu (split)
- 2009 Carboniferous
- 2019 Terminalia Amazonia

### Con gli Ardecore
- 2005 Ardecore
- 2007 Chimera
- 2022 996 Le Canzoni di G.G. Belli (Digital+Book, La Tempesta)

### Con Black Engine
- 2007 Ku Klux Klowns (CD, Wallace Records)

### Con Mooro
- 2013 Mooro EP (digital, Lektroluv Records)

### Con The Bloody Beetroots
- 2013 Hide, Ultra Records - Sony Columbia

### Con Heith
- 2022 X, Wheel (digital+LP, Pan Records)
- 2024 The Liars Tell... ( EP, Pan Records)

### Con Tera Tera
- 2025 Tera Tera (LP, Digital Hyperjazz)